# 黃絲瓜蘚
黃絲瓜蘚（学名：Pohlia nutans）为真蘚科絲瓜蘚屬下的一个种。

## 扩展阅读
- 維基物種上的相關：黃絲瓜蘚